# Walter Chetwynd (1er vicomte Chetwynd)
Walter Chetwynd, 1er vicomte Chetwynd (3 juin 1678 - 21 février 1736), de Rudge et Ingestre Hall, Staffordshire est un homme politique britannique whig qui siège à la Chambre des communes entre 1702 et 1734.

## Biographie

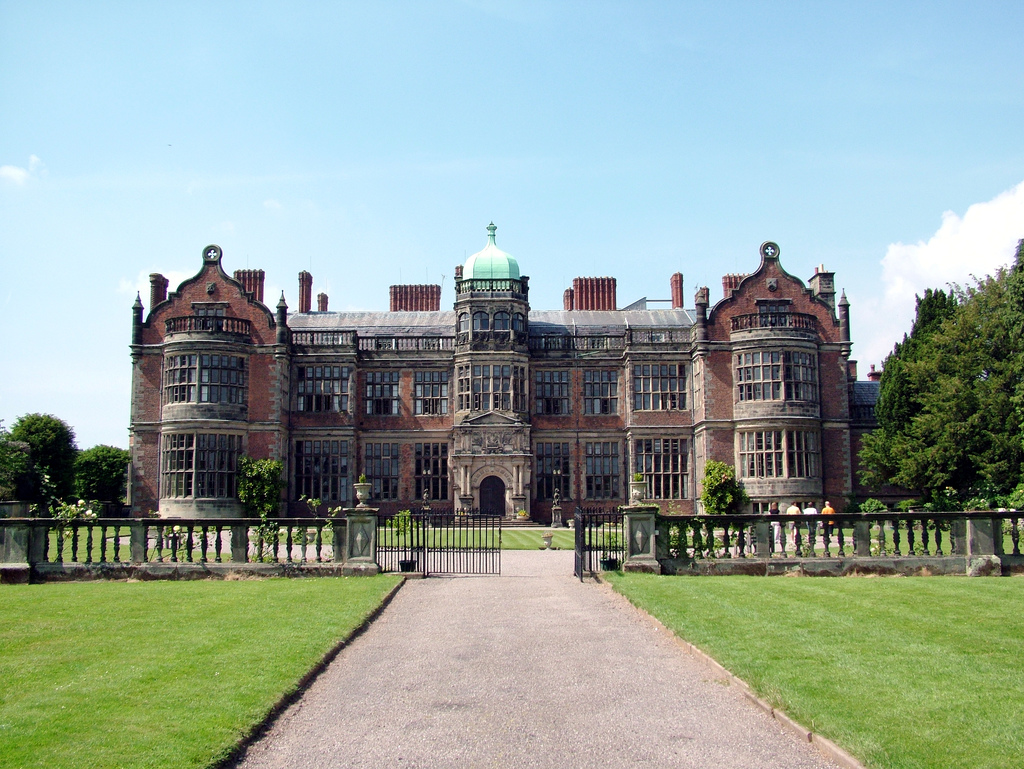
Ingestre Hall, Staffordshire

Il est le fils aîné de John Chetwynd d'Ingestre et de sa femme Lucy Roane, fille de Robert Roane de Tullesworth, Chaldon, Surrey, et est baptisé le 3 juin 1678. En 1693, il hérite des domaines Ingestre à la mort de son cousin Walter Chetwynd (1633-1693). Il fait ses études à la Westminster School de 1692 à 1696 et est inscrit à la Christ Church d'Oxford le 28 mai 1696, à l'âge de 18 ans. Il épouse Mary Berkeley, fille de John Berkeley (4e vicomte Fitzhardinge) le 27 mai 1703.
Il est élu sans opposition en tant que député de Stafford lors d'une élection partielle le 26 décembre 1702 à la suite du décès de son père. En 1705, il est nommé conjointement maître des Buckhounds du prince George de Danemark. Il est de nouveau député de Stafford en 1705 et 1708. En 1709, il est nommé seul maître des Buckhounds de la reine Anne. Il est réélu député de Stafford en 1710, mais est démis de ses fonctions le 25 janvier 1711. Il retrouve son siège lors d'une élection partielle le 24 janvier 1712 et le conserve aux élections générales de 1713. En 1714, il est nommé garde forestier de St. James's Park.
Il est réélu député de Safford en 1715. En 1717, il est élevé dans la pairie irlandaise comme vicomte Chetwynd, avec un reste spécial pour les descendants de son père. La même année, il est nommé haut steward de Stafford. Il perd son siège aux élections générales de 1722 mais est réélu lors d'une élection partielle le 4 février 1725. Il est réélu en 1727 mais ne se représente pas en 1734.
Il décède le 21 février 1736. Son épouse et lui-même n'ont pas d'enfant, de sorte que son titre et ses domaines passent à son frère, John.